# United Airlines Holdings
United Airlines Holdings, Inc. (anteriormente conocida como United Continental Holdings, Inc., UAL Corporation, Allegis Corporation y fundada originalmente como UAL, Inc.) es un holding de aerolíneas que cotiza en bolsa y tiene su sede en Willis Tower en Chicago, Illinois, Estados Unidos. UAH posee y opera United Airlines, Inc.
UAL Corporation acordó cambiar su nombre a United Continental Holdings en mayo de 2010, cuando se llegó a un acuerdo entre United Airlines y Continental Airlines donde United adquiriría Continental. Para efectuar la adquisición, los accionistas de Continental recibieron 1,05 acciones de UAL por cada acción de Continental;  al momento del cierre, se estimó que los accionistas de United poseían el 55% de la entidad fusionada y los accionistas de Continental poseían el 45%. La compañía o sus aerolíneas subsidiarias también tienen varias otras subsidiarias. Una vez que se combinaron por completo, United se convirtió en la aerolínea más grande del mundo, según lo medido por millas de pasajeros de ingresos. Es miembro fundador de Star Alliance.
UAH tiene operaciones importantes en Aeropuerto Internacional O'Hare, Aeropuerto Internacional de Denver, Aeropuerto Internacional Antonio B. Won Pat, Aeropuerto Intercontinental George Bush, Aeropuerto Internacional de Los Ángeles, Aeropuerto Internacional Libertad de Newark, Aeropuerto Internacional de San Francisco y Aeropuerto Internacional de Washington-Dulles. Además, es la aerolínea más grande de Estados Unidos a la República Popular China y mantiene una gran operación en toda Asia.
UAH utiliza el certificado de operación de Continental y el certificado de estación de reparación de United, aprobado por la Administración Federal de Aviación el 30 de noviembre de 2011.
El 27 de junio de 2019, el nombre de la empresa matriz se cambió de United Continental Holdings a United Airlines Holdings.

## Desarrollo
A principios de febrero de 2008, UAL Corporation y Continental Airlines iniciaron las etapas avanzadas de las negociaciones de fusión y se esperaba que anunciaran su decisión inmediatamente después de un acuerdo de fusión definitivo entre su rival Delta Air Lines y Northwest Airlines. El momento de los acontecimientos fue notable porque las acciones de oro de Northwest en Continental (que le daban a Northwest autoridad de veto contra cualquier fusión que involucrara a Continental) podían ser redimidas, liberando a Continental para buscar un matrimonio con United. El 27 de abril de 2008, Continental rompió las negociaciones de fusión con United y declaró que iba a permanecer sola. A pesar de terminar las conversaciones de fusión, Continental anunció que se uniría a United en Star Alliance.
United y US Airways estaban en conversaciones avanzadas de fusión a fines de abril de 2008, luego del anuncio de que Continental había roto las conversaciones con United. En junio de 2008, los directores ejecutivos de United Airlines y Continental Airlines firmaron un pacto de alianza que presagiaba su eventual fusión. La alianza es un acuerdo para vincular redes internacionales y compartir tecnología y ventajas para los pasajeros. Este acuerdo es básicamente una "fusión virtual" que incluye muchos de los beneficios de una fusión sin los costos reales y la reestructuración involucrada. La alianza entró en vigencia aproximadamente un año después de que Delta Air Lines y Northwest Airlines completaran su fusión, ya que eso liberó a Continental del contrato de SkyTeam y permitió el aviso requerido de nueve meses. Además, Continental se unió a Star Alliance, cuando Delta y Northwest se fusionaron.
Se informó que United Airlines estaba en serias conversaciones de fusión con US Airways a principios de abril de 2010. Un informe del The New York Times indicó que un acuerdo estaba cerca. El consentimiento del sindicato fue citado como un obstáculo importante que los negociadores debían superar. El 22 de abril de 2010, United anunció que no buscaría una fusión con US Airways.
El domingo 2 de mayo de 2010, el Consejo de Administración de Continental y United Airlines aprobó un acuerdo de intercambio de acciones que las fusionaría para convertirse en la aerolínea más grande del mundo. Las aerolíneas anunciaron públicamente el acuerdo al día siguiente. Esto reuniría a las aerolíneas de Walter Varney, cuyos descendientes incluyen a Continental y United.
Ambas aerolíneas han sufrido pérdidas durante la recesión y esperan que la fusión genere ahorros de más de mil millones de dólares al año. En conjunto, vuelan a unos 370 destinos en 59 países desde sus diez centros de operaciones, y transportan 144 millones de pasajeros al año. Los ingresos combinados serán de unos 29 mil millones de dólares.
En julio, la Unión Europea aprobó la fusión de las dos aerolíneas.
El 27 de agosto de 2010, el Departamento de Justicia de los Estados Unidos aprobó la fusión por 3 mil millones de dólares y los accionistas de ambas compañías aprobaron la fusión el 17 de septiembre de 2010. El 1 de octubre de 2010, UAL Corporation (la empresa matriz de United Airlines) completó su adquisición de Continental Airlines y cambió su nombre a United Continental Holdings, Inc. Aunque las dos aerolíneas permanecieron separadas hasta que se completó la integración operativa, a partir de este día ambas aerolíneas están controladas corporativamente por el mismo liderazgo. Ambas aerolíneas obtuvieron un certificado operativo único de la FAA el 30 de noviembre de 2011 que les permitió a ambas aerolíneas operar bajo el nombre "United".

## Asuntos corporativos
La empresa ocupó el puesto número 81 en la lista Fortune 500 de 2018 de las corporaciones más grandes de Estados Unidos por ingresos totales.

### Tendencias comerciales
Las tendencias clave para United Airlines son (a finales del año calendario):
| Year | Ingresos (en millones de dólares estadounidenses) | Ingresos netos (en millones de dólares estadounidenses) | Total de Activos (en millones de dólares estadounidenses) | Empleados | Número de pasajeros (en millones) | Factor de carga de pasajeros (%) | Tamaño de la flota | Referencias |
| ---- | ------------------------------------------------- | ------------------------------------------------------- | --------------------------------------------------------- | --------- | --------------------------------- | -------------------------------- | ------------------ | ----------- |
| 2011 | 37,110                                            | 837                                                     | 37,988                                                    | 87,000    | 96.3                              | 82.8                             | 701                | [ 19 ]      |
| 2012 | 37,152                                            | (723)                                                   | 37,628                                                    | 88,000    | 93.5                              | 82.9                             | 702                | [ 20 ]      |
| 2013 | 38,279                                            | 571                                                     | 36,812                                                    | 87,000    | 91.3                              | 83.8                             | 693                | [ 21 ]      |
| 2014 | 38,901                                            | 1,132                                                   | 36,595                                                    | 84,000    | 138                               | 83.6                             | 691                | [ 22 ]      |
| 2015 | 37,864                                            | 7,340                                                   | 40,861                                                    | 84,000    | 140                               | 83.4                             | 715                | [ 23 ]      |
| 2016 | 36,556                                            | 2,263                                                   | 40,140                                                    | 88,000    | 143                               | 82.9                             | 737                | [ 24 ]      |
| 2017 | 37,736                                            | 2,131                                                   | 42,326                                                    | 89,800    | 148                               | 82.4                             | 744                | [ 25 ]      |
| 2018 | 41,303                                            | 2,122                                                   | 49,024                                                    | 92,000    | 158                               | 83.6                             | 770                | [ 26 ]      |
| 2019 | 43,259                                            | 3,009                                                   | 52,611                                                    | 96,000    | 162                               | 84.0                             | 777                | [ 27 ]      |
| 2020 | 15,355                                            | (7,069)                                                 | 59,548                                                    | 74,400    | 57.7                              | 60.2                             | 812                | [ 28 ]      |
| 2021 | 24,634                                            | (1,964)                                                 | 68,175                                                    | 84,100    | 104                               | 72.2                             | 826                | [ 29 ]      |
| 2022 | 44,955                                            | 737                                                     | 67,358                                                    | 92,800    | 144                               | 83.4                             | 868                | [ 30 ]      |
| 2023 | 53,717                                            | 2,618                                                   | 71,104                                                    | 103,300   | 165                               | 83.9                             | 945                |             |

## Marca
Cuando United Airlines y Continental Airlines anunciaron su fusión en mayo de 2010, presentaron su nueva imagen corporativa, que incluía las palabras "United Airlines" en la tipografía Continental vigente en ese momento y el logotipo de Continental en forma de globo terráqueo. United actualizó su imagen corporativa una vez más en agosto de 2010, reemplazando las palabras "United Airlines" por la palabra "UNITED" y cambiando la fuente por la tradicional fuente sans-serif en mayúsculas de United.Jeff Smisek, el nuevo director ejecutivo de United y expresidente de Continental, ayudó a diseñar la nueva fuente, integrándola con los gráficos de Continental ya diseñados por Lippincott. Señaló que recibió más de 15,000 correos electrónicos con sugerencias para una nueva imagen.
El repintado y la renovación de la marca comenzaron a finales de 2010 y se dice que se "acelerarán" a principios o mediados de 2011.
El 1 de marzo de 2011, United presentó una campaña de marketing "provisional" que reemplazaba la campaña anterior "It's Time to Fly", que incluía anuncios de pintura con los dedos y anuncios de televisión creados por Fallon. En la misma fecha, United eliminó de su sitio web el icónico logotipo del "tulipán" diseñado por Saul Bass hace 38 años y todos los nuevos anuncios presentarán el antiguo logotipo del globo terráqueo de Continental. Esta nueva campaña se utilizó hasta 2012, cuando United reacondicionó un antiguo eslogan, "Fly the Friendly Skies" (Vuela por los cielos amigables).

## Flota

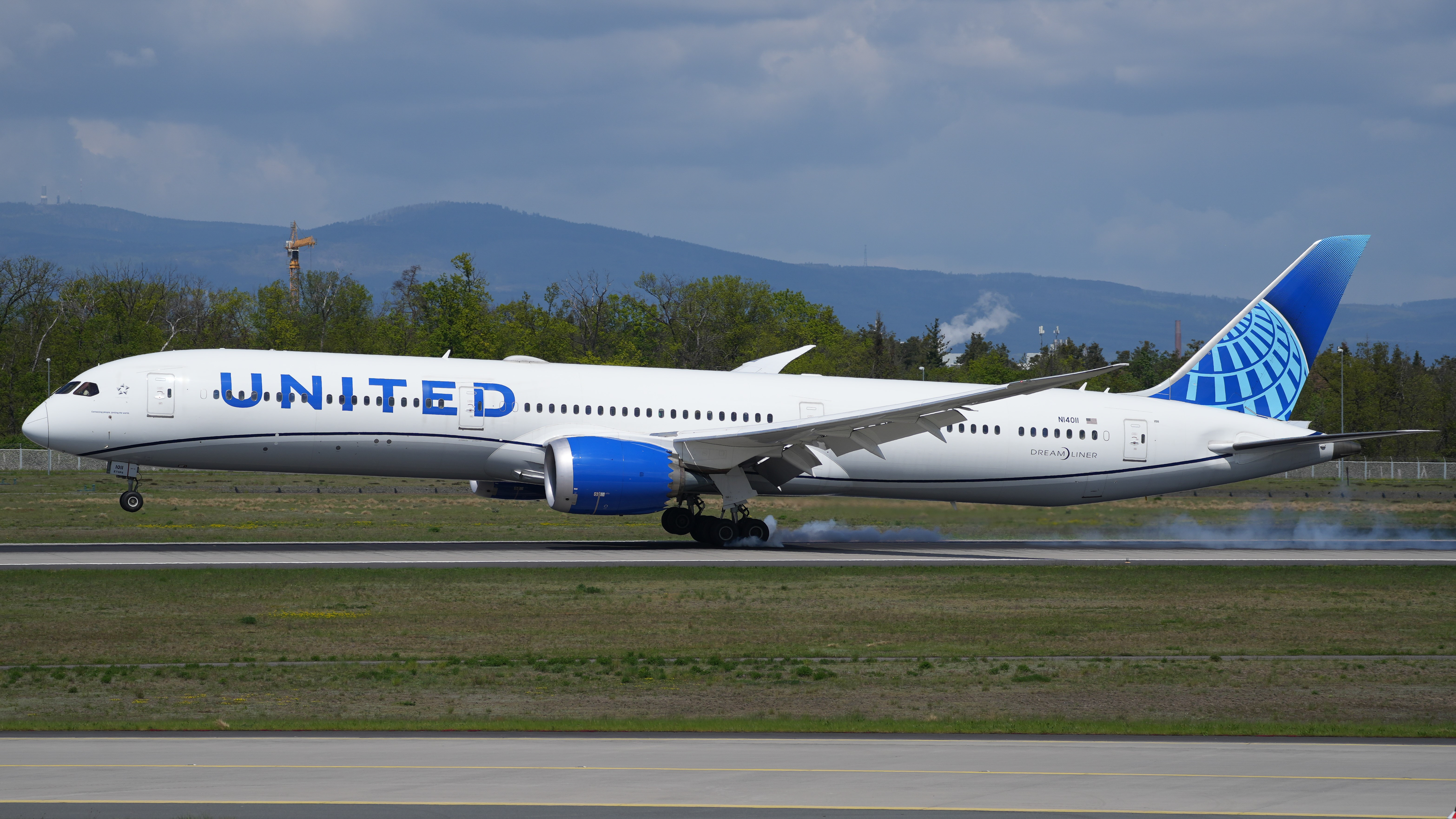
Boeing 787-10 aterrizando en el Aeropuerto de Fráncfort del Meno en mayo de 2023

En diciembre de 2023, United Airlines operaba 924 aviones de línea principal y 503 aviones regionales.

## Centros
United Airlines y United Express operaron más de 4.500 vuelos diarios a 339 destinos; 140 millones de clientes fueron transportados en 1,5 millones de vuelos en 2015.
| Aeropuerto               | Tipo/región                                                                        | Aerolínea antes de la fusión |
| ------------------------ | ---------------------------------------------------------------------------------- | ---------------------------- |
| Chicago-O'Hare           | El centro más grande, centro del Medio Oeste                                       | United                       |
| Denver                   | Centro de montaña                                                                  | United                       |
| Guam                     | Centro del océano Pacífico                                                         | Continental                  |
| Houston-Intercontinental | Segundo centro más grande, puerta de entrada principal a América Latina            | Continental                  |
| Los Angeles              | Centro secundario de la Costa Oeste, puerta de entrada secundaria a América Latina | United                       |
| Newark                   | Centro principal de la Costa Este, puerta de entrada principal a Europa            | Continental                  |
| San Francisco            | Centro principal de la Costa Oeste y transpacífico                                 | United                       |
| Washington-Dulles        | Centro secundario de la Costa Este, puerta de entrada secundaria a Europa          | United                       |